# 呼和浩特东站

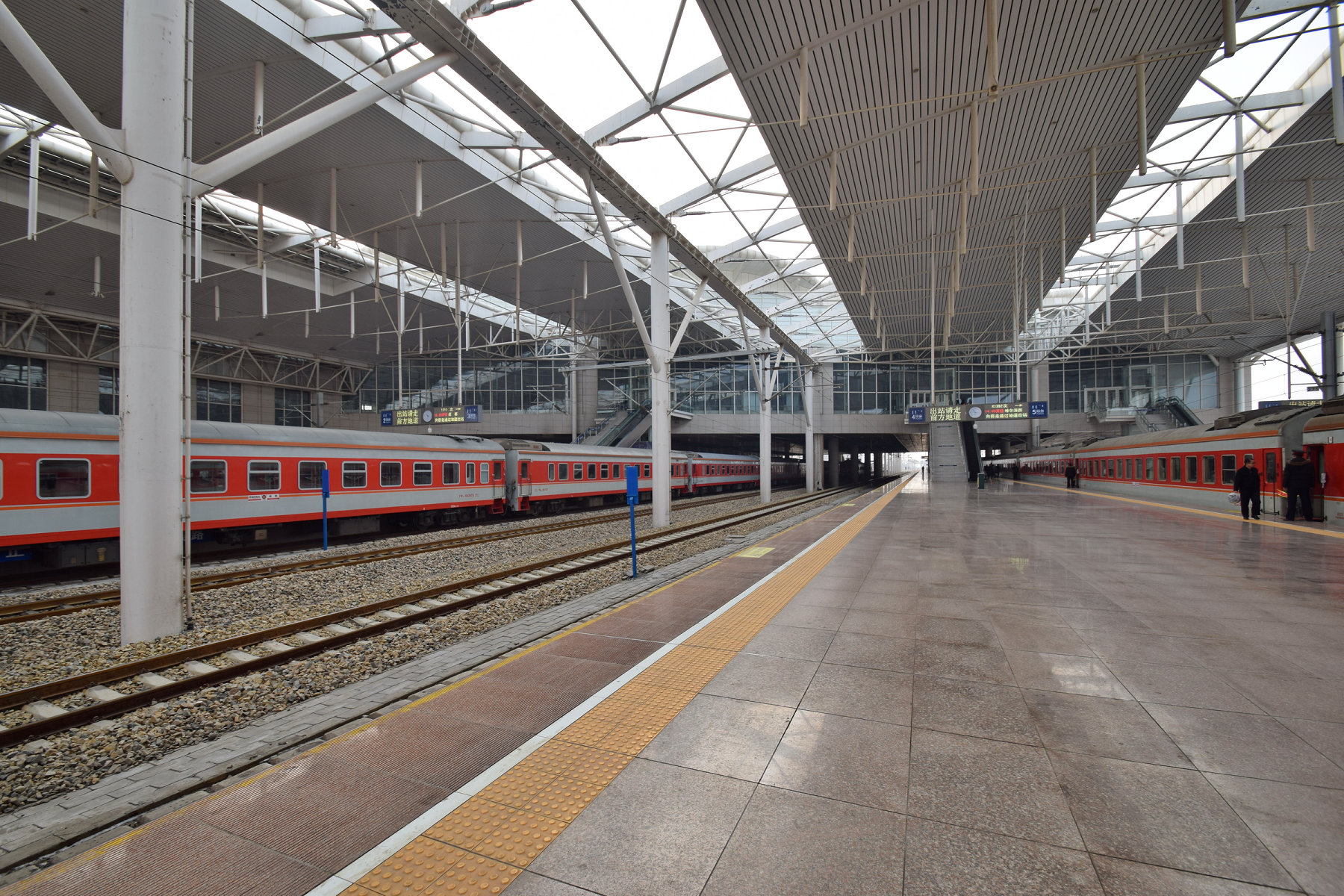
车站站台

呼和浩特东站位于中华人民共和国内蒙古自治区呼和浩特市新城区，为中国铁路呼和浩特局集团有限公司管辖的客货运车站，经过铁路有京包铁路和京包客运专线。呼和浩特东站原址为南店站，于2006年9月10日正式开工，2010年12月25日开通运营。车站与呼和浩特站共同承担呼和浩特市的客运功能，站场规模现为9台20线。
为配合呼张客运专线建设，车站建设北站房并扩建站场。其中将既有站场扩建并改建为高速场，此外在北侧新建3台7线的普速场。北侧普速场于2016年8月24日正式投用，南侧高速场于2017年8月投用，车站全面改造于2017年底完成。

## 车站结构
呼和浩特东站站房总面积15900.3平方米，分为南站房、北站房和高架候车室。其中高架候车室面积11173.7平方米。

### 站场
呼和浩特东站共设9台20线，分为高速场和普速场。其中高速场位于南侧，规模6台13线；普速场位于北侧，规模3台7线。